# キャロライン・ノー
「キャロライン・ノー」（Caroline, No）は、ザ・ビーチ・ボーイズが1966年に発表した楽曲。アルバム『ペット・サウンズ』の最後を飾るバラード。2004年に『ローリング・ストーン』誌が選んだ「ローリング・ストーンの選ぶオールタイム・グレイテスト・ソング500」では211位となった。

## 解説
リードヴォーカルはブライアン・ウィルソン。本作品はアルバム発売に先立ち、ブライアン・ウィルソン名義で1966年3月7日にソロシングルとして発表された。B面は『サマー・デイズ』に収録されていたインストゥルメンタル曲「恋の夏（Summer Means New Love）」。全米32位を記録。「あまり売れなくて良かった。そのおかげでビーチ・ボーイズが存続したしね」とブライアンは述べている。また、ブライアンが『ペット・サウンズ』中で最も気に入っている曲だと述べている。
作詞者のトニー・アッシャーによれば、当初「キャロル・アイ・ノウ（Carol I Know）」とするつもりだったが、ブライアンには「キャロライン・ノー」と誤って伝わり、そのまま現在の曲名になったという。また、元々は現在聴けるバージョンよりもさらにスローな曲だったが、ブライアンの父マレー・ウィルソンの提言により大幅にスピードが上げられたとのことである。オリジナルのスピードは『ペット・サウンズ・セッションズ』で聴くことができる（モノラルとステレオの2バージョン収録）。
曲の内容は、久々に再会した憧れの女性の変貌ぶりを嘆くもの。冒頭の特徴あるパーカッションは飲料水の空き缶をセッションドラマーのハル・ブレインが叩いて演奏したものである。曲の最後にはディーゼル列車の通過音と犬の遠吠えが収録されている（これらの効果音は、シングル・バージョンには含まれていない）。
デュオフォニック(擬似ステレオ)・ミックスでは、列車の通過音が右チャンネルから左チャンネルに走り去っていくようなミックスがなされている。また1997年発表のステレオ・ヴァージョンでは、埋もれていた2番ヴァース以降の6弦ベースと金床の音が明瞭に聴き取れる。列車の通過音のミックスはモノのままである。
なお、ライヴではブライアンに代わってカール・ウィルソンがリードヴォーカルを担当した。